# Zaręby (województwo warmińsko-mazurskie)
Zaręby – osada w Polsce położona w województwie warmińsko-mazurskim, w powiecie lidzbarskim, w gminie Lidzbark Warmiński.
W latach 1975–1998 miejscowość należała administracyjnie do województwa olsztyńskiego. Wieś znajduje się nad rzeką Drwęcą Warmińską, w historycznym regionie Warmia.